# This Unruly Mess I've Made
Albums de Macklemore et Ryan Lewis
The Heist
(2012)
Singles
1. Downtown
Sortie : 27 août 2015
2. Dance Off
Sortie : 25 février 2016

This Unruly Mess I've Made est le deuxième album studio de Macklemore et Ryan Lewis, sorti en 2016.

## Singles
Le premier single, Downtown, est publié le 27 août 2015. Il contient des apparitions de rappeurs américains connus des années 1980 comme Melle Mel, Kool Moe Dee et Grandmaster Caz ainsi qu'Eric Nally du groupe de rock Foxy Shazam.
Dance Off sort le 25 février 2016 en Europe et dans certains pays comme l'Australie et Nouvelle-Zélande, mais pas aux États-Unis. On y retrouve une apparition vocale de l'acteur britannique Idris Elba et du chanteur californien Anderson .Paak. Le clip est publié le 17 mai 2016.
D'autres titres sortent par ailleurs comme « singles promotionnels ». Growing Up (Sloane's Song), en duo avec Ed Sheeran, sort le 5 août 2015. White Privilege II, qui avait auparavant fuitée sur Internet, sort le 22 janvier 2016. Brad Pitt's Cousin est publiée le 12 avril 2016 en Australie et Nouvelle-Zélande.

## Liste des titres
| No  | Titre                                                                      | Auteur | Producteurs                        | Durée |
| --- | -------------------------------------------------------------------------- | --- | ---------------------------------- | ----- |
| 1.  | Light Tunnels (featuring Mike Slap)                                        | - Ben Haggerty - Ryan Lewis - Michael Slavtcheff - Josh Rawlings - Andrew Joslyn - Elan Wright - Joshua Karp                                                                       | Ryan Lewis                         | 6:37  |
| 2.  | Downtown (featuring Eric Nally, Melle Mel, Kool Moe Dee & Grandmaster Caz) | - B. Haggerty - Lewis - Eric Nally - Melvin Glover - Mohandes Dewese - Curtis Fisher - Karp - Rawlings - Jacob Dutton - Evan Flory-Barnes - Tim Haggerty - Darian Asplund          | Lewis                              | 4:52  |
| 3.  | Brad Pitt's Cousin (featuring Xperience (XP))                              | - B. Haggerty - Lewis - Tyler Andrews - Rawlings | Lewis                              | 3:11  |
| 4.  | Buckshot (featuring KRS-One & DJ Premier)                                  | - B. Haggerty - Lewis - Lawrence Parker - Christopher Martin - Rawlings - Cab Calloway - Buster Harding - Jack Palmer                                                              | Lewis                              | 3:33  |
| 5.  | Growing Up (Sloane's Song) (featuring Ed Sheeran)                          | - B. Haggerty - Lewis - Ed Sheeran - Karp - Owuor Arunga - Rawlings | Lewis                              | 5:05  |
| 6.  | Kevin (featuring Leon Bridges)                                             | - B. Haggerty - Lewis - Todd Bridges - Karp - Rawlings - Joslyn - Andrews | Lewis                              | 4:40  |
| 7.  | St. Ides                                                                   | - B. Haggerty - Lewis - Karp - Rawlings | Lewis                              | 3:39  |
| 8.  | Need to Know (featuring Chance the Rapper)                                 | - B. Haggerty - Lewis - Chancelor Bennett - Calvin Price - Carl "Cardiak" McCormick                                                                                                | Lewis                              | 3:52  |
| 9.  | Dance Off (featuring Idris Elba & Anderson .Paak)                          | - B. Haggerty - Lewis - Idris Elba - Brandon Anderson - Karp - Josh Dobson - Sam Wishkoski - Andrews                                                                               | - Lewis - Karp (add.)              | 3:49  |
| 10. | Let's Eat (featuring Xperience (XP))                                       | - B. Haggerty - Lewis - Andrews - Rawlings | Lewis                              | 2:55  |
| 11. | Bolo Tie (featuring YG)                                                    | - B. Haggerty - Lewis - Keenon Jackson - Stu Phillips - Bob Stone | Lewis                              | 3:37  |
| 12. | The Train (featuring Carla Morrison)                                       | - B. Haggerty - Lewis - Carla Morrison - Rawlings - Karp - Andrews | - Lewis - Karp (co)                | 3:07  |
| 13. | White Privilege II (featuring Jamila Woods)                                | - B. Haggerty - Lewis - Jamila Woods - Hollis Wong-Wear - Ahamefule Oluo - Karp - Flory-Barnes - Rawlings - Asplund - D'Vonne Lewis - Andrews - Larry Griffin, Jr. - Glen Reynolds | - Lewis - Oboohoo (co) - Karp (co) | 8:42  |

| 14. | The Shades                     | 3:44 |
| 15. | Spoons (featuring Ryan Bedard) | 3:48 |

## Classements hebdomadaires
| Classements (2016)                  | Meilleure position |
| ----------------------------------- | ------------------ |
| Allemagne (Media Control AG)        | 4                  |
| Australie (ARIA)                    | 6                  |
| Australie Urban Albums (ARIA)       | 2                  |
| Autriche (Ö3 Austria Top 40)        | 4                  |
| Belgique (Flandre Ultratop)         | 9                  |
| Belgique (Wallonie Ultratop)        | 17                 |
| Canada (Canadian Albums)            | 4                  |
| Espagne (Promusicae)                | 38                 |
| États-Unis (Billboard 200)          | 4                  |
| États-Unis (Top R&B/Hip-Hop Albums) | 1                  |
| Finlande (Suomen virallinen lista)  | 33                 |
| France (SNEP)                       | 31                 |
| Irlande (IRMA)                      | 6                  |
| Italie (FIMI)                       | 16                 |
| Norvège (VG-lista)                  | 17                 |
| Nouvelle-Zélande (RIANZ)            | 5                  |
| Pays-Bas (Mega Album Top 100)       | 15                 |
| Portugal (AFP)                      | 47                 |
| Tchéquie (IFPI)                     | 93                 |
| Royaume-Uni (UK Albums Chart)       | 16                 |
| Royaume-Uni (R&B Albums)            | 1                  |
| Suède (Sverigetopplistan)           | 36                 |
| Suisse (Schweizer Hitparade)        | 3                  |